# Цыпочка (фильм, 2002)
«Цы́почка» (англ. The Hot Chick) — американский комедийный фильм 2002 года.

## Сюжет
Стянув в лавке магические серьги, вздорная красотка Джессика и не ведала, что они заряжены очень специфическим древним проклятием. Вскоре, по стечению обстоятельств, одна из них попадает к серийному грабителю по имени Клайв. На следующий день девушка, проснувшись, обнаруживает себя в теле того самого грабителя — волосатым коротышкой. И всё это накануне выпускного бала - настоящая катастрофа! Нужно срочно придумать, как вернуть своё тело назад. Однако исправить ситуацию оказывается не так просто, как в неё попасть...

## В ролях
| Актёр               | Роль                            |
| ------------------- | ------------------------------- |
| Роб Шнайдер         | Клайв Макстон                   |
| Анна Фэрис          | Эйприл                          |
| Рэйчел Макадамс     | Джессика Спенсер                |
| Мэтью Лоуренс       | Билли                           |
| Александра Холден   | Кейт                            |
| Марица Мюррей       | Киша, Линь Линь Джета           |
| Меган Кулманн       | Хильденберг                     |
| Сэм Дурмит          | Иден                            |
| Майкл О’Киф         | Ричард Спенсер (отец Джессики)  |
| Мелора Хардин       | Кэрол Спенсер (мама Джессики)   |
| Лейла Кензл         | Джули (мама Эйприл)             |
| Роберт Дэви         | Стен (отец Эйприл)              |
| Джоди Лонг          | мама Киши                       |
| Мэтт Вейнберг       | Букер Спенсер                   |
| Энджи Стоун         | Мадам Мамбуза                   |
| Тиа Моури           | Винита                          |
| Тамера Моури        | Сэси                            |
| Эшли Симпсон        | Моник                           |
| Эрик Кристиан Олсен | Джейк                           |
| Мария-Елена Лаас    | Бьянка                          |
| Адам Сэндлер        | помощник магазина Мадам Мамбузы |

## Съёмочная группа
- Режиссёр — Том Брейди
- Продюсеры — Гай Ридел, Адам Сэндлер
- Авторы сценария — Том Брейди, Роб Шнайдер

## Технические данные (DVD)
- Издатель: ВидеоСервис
- Региональный код: 5
- Субтитры: Итальянские, французские, немецкие, испанские, английские, арабские, русские
- Звуковые дорожки: Немецкий Dolby Digital 5.1, Английский Dolby Digital 5.1, Русский Dolby Digital 5.1
- Формат изображения: 16:9
- Дополнения: красочный 4-страничный буклет, рекламные ролики, аудиокомментарий режиссёра с русскими субтитрами (100 мин.), дневник Цыпочки — 5 рассказов о съемках (42 мин.), 15 удалённых сцен (33 мин.), коллекция испорченных дублей, музыкальный видеоклип